# Patrick Augustine Sheehan
Patrick Augustine Sheehan (Mallow, 17 marzo 1852 – Cork, 5 ottobre 1913) fu un sacerdote cattolico irlandese, scrittore e politico.

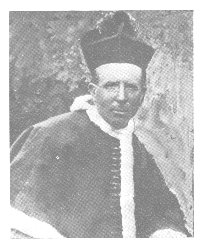
Il Canonico Patrick Augustine Sheehan, parroco di Doneraile in Cork, Irlanda

Nominato parroco della parrocchia di Doneraile nella contea di Cork in Irlanda il 4 luglio 1895, egli si dedicò a una lunga carriera letteraria creando una vera letteratura cattolica in lingua inglese.

## Vita
Patrick Augustine Sheehan nacque il 17 marzo 1852 in New Street, nella città di Mallow (contea di Cork, Irlanda). Egli era il terzo dei cinque figli di Patrick Sheehan e Johanna Regan, piccoli commercianti nella medesima città. Secondo il registro parrocchiale di Mallow, il piccolo Patrick Augustine fu battezzato nella chiesa madre dall'allora parroco, J.C. Wigmore, astanti come padrino e madrina Timothy Cronin e Mary Ann Relehan.
Pochissime sono le precise informazioni dei primi anni della sua vita rimasteci. Da giovane era di salute cagionevole. Nelle memorie di un compagno di scuola, era ritenuto un sognatore, a causa del suo comportamento spesso distaccato: mentre gli altri alunni giocavano e gridavano durante la pausa meridiana, egli usava spesso recarsi in un boschetto adiacente per pensare, leggere, o contemplare le nuvole e le acque cristalline del ruscello locale.
Rimasto orfano a undici anni, insieme con due sorelle ed un fratello minore, Sheehan divenne alunno dell'allora parroco di Mallow, John McCarthy, che avrebbe dovuto succedere alla sede episcopale di Cloyne nel 1874. In questo periodo le due sorelle Hannah e Margaret si occuparono del mantenimento della casa e sorvegliarono l'educazione dei loro più giovani fratelli, destinati a entrare nel liceo diocesano di Saint Colman nel 1866. Hannah e Margaret scelsero la vita monastica presso le Suore della Misericordia: la prima, spirata il 7 novembre 1868 ancora durante il noviziato, prese i voti religiosi come Suor Maria Agostina, e l'altra come Suor Maria Stanislao, diventando maestra delle scuole dello stesso istituto fino al suo decesso avvenuto il 17 dicembre 1871. Il più giovane, John, morì a soli cinque anni.
Riflettendo sugli avvenimenti della sua gioventù, Sheehan scrisse in Under the Cedars and the Stars:
"È strano ch'io non abbia mai sentito la vicinanza di mio padre o mia madre. Ma mia sorella, una in particolare, l'unica dai capelli scuri nella mia famiglia, mi ha seguito per tutta la vita. Non dubito della sua presenza e del suo leggero tocco nei fatti della mia vita, più di quanto io dubiti del respiro del vento che agita il fiocco della mia berretta sulla testa. Eppure, quel che trovo strano non è la sua vicinanza, bensì la sua lontananza".
Sheehan cominciò la sua educazione formale nella scuola primaria di Mallow. Del suo maestro di scuola, scrisse:
"La sua visione era abbastanza limitata, ma ciò che conosceva, lo conosceva molto bene e sapeva comunicarlo ai suoi alunni. Compì coscientemente il suo dovere mediante una costante e scrupolosa attenzione, enfatizzando l'insegnamento con frequenti ricorsi al bastoncello".
William O'Brien, famoso giornalista e parlamentare, con cui Sheehan si sarebbe politicamente alleato più tardi, fu un compagno di scuola. Sheehan completò la sua educazione secondaria nel liceo diocesano, Saint Colman's College, nella città di Fermoy, durante un periodo che coincise con la ribellione dei Feniani nel 1867. Gli avvenimenti di questi anni incisero profondamente su di lui e riemersero nel suo romanzo politico The Graves at Kilmorna, e in altri suoi scritti sul tema della violenza politica.

## Seminario Nazionale Maggiore di Maynooth
Compiuti gli studi classici nel liceo diocesano di Saint Colman's College, Sheehan entrò per la famosa soglia, difesa dalla sfinge, del Seminario Nazionale Maggiore Nazionale Irlandese di Saint Patrick's College, Maynooth, Co. Kildare, il 25 agosto 1869. Nonostante la sua salute cagionevole, riuscì ad anticipare il termine del corso accademico da un anno. Trasferito dal seminario di Maynooth dal suo vescovo e protettore John McCarthy, Sheehan continuò gli studi ecclesiastici nel seminario dei Padri Lazzaristi nella città di Cork. Fu ordinato sacerdote da Monsignor William Delaney, Vescovo di Cork, nella cattedrale di Saint Mary and Saint Anne il 18 aprile 1875. La sua prima Messa fu celebrata nella cappella dell'istituto delle Suore della Misericordia nella città nativa di Mallow.

## Le traduzioni italiane
La traduzione in lingua italiana del suo libro più rinomato My New Curate fu effettuata da Angelo Mauri e pubblicata a Milano sotto il titolo Il Mio Nuovo Vicario, ripubblicata a Roma nel 1954 sotto il titolo Il mio nuovo curato.  Il testo apparse per primo in seriale sulle pagine del quotidiano L'Osservatore Cattolico di Milano.
Per il tramite dell'edizioni paoline sono state tradotte in lingua italiana le seguenti opere: Tristram Lloyd (Alba, 1942), Il Trionfo dell'Insuccesso (Francavilla-al-Mare, 1968), e La Benda della Regina (Milano, 1970).

## Pubblicazioni
- Religious Instruction in Intermediate Schools, in The Irish Ecclesiastical Record, September 1881
- The Effects of Emigration on the Church, in The Irish Ecclesiastical Record
- Gambetta in The Irish Ecclesiastical Record
- Emerson's Philosophy, in The Irish Ecclesiastical Record
- Free-Thought in America, The Irish Ecclesiastical Record
- Education at German Universities, in The Irish Ecclesiastical Record
- The German and Gallic Muse, in The Irish Ecclesiastical Record
- Recent Works on St. Augustine, in The Dublin Review (July, 1888)
- Geoffrey Austin, Student (1895)
- The Triumph of Failure (1901)
- My New Curate (1899) ISBN 0-85342-877-8
- Mein neuer Kaplan: Erzählung aus dem irischen Priesterleben, Cologne 1900
- Mariae Corona
- Collection of Sermons and Essays
- Luke Delmege(1901)
- Mon Nouveau Vicaire, Éditions Pierre Dumont, Limoges 1901
- The Canticle of the Magnificat, Dublin 1901
- Under the Cedars and the Stars(1902)
- Lost Angel of a Ruined Paradise. A Play (1903)
- Glenanaar (1904) ISBN 0-86278-195-7
- Geoffrey Austin (traduzione tedesca), Colonia 1904
- A Spoiled Priest and Other Stories (1905)
- Early Essays and Lectures (1906)
- Der Erfolg des Misserfolgs, Kalenkirchen 1906
- Succès dans l'Échec, Éditions P. Lethielleux, Paris 1906
- Mūj Nový Kaplan, Otto, Prague 1906
- Lisheen (1907)
- Ange Egaré d'un Paradis Ruiné, Éditions P. Lethielleux, Paris 1907
- Das Christtagskind, Styl, c.1907
- Parerga (1908)
- Mi Nuevo Caodjutor: Sucesos de la vida de un anciano parroco irlandés; traduccion espanola por M.R. Blanco del Monte, Friburgo de Bresgovia (1908)
- The Blindness of Dr. Gray, or, The Final Law (1909)
- Dolina Krvi (Glenenaar), Lubliana 1909
- Pohozené Dítě: Novella, Kotrab, Prague 1909
- Mi Nuevo Coadjutor, Madrid 1910
- The Intellectuals. An Experiment in Irish High Club-Life (1911)
- The Queen's Fillet (1911)
- Von Dr. Grays Blindheit, Einsiedeln 1911
- Miriam Lucas (1912)
- Lukas Delmege, Regensburg 1912
- Lukáš Delmege, Kralín, Prague 1912
- Lisheen oder Der Průfstein der Geister, Einsiedeln 1914
- The Graves at Kilmorna (1915)
- Miriam Lucas (traduzione tedesca), Einsiedeln 1918
- Der Ausgestoßener, Saarlouis 1920
- Die Gräber von Kilmorna, Einsiedeln 1926
- Das Haarband der Königin, Einsiedeln 1919
- Cithara Mea. Poems
- Our Personal and Social Responsibilities, Dublin
- Thoughts on the Immaculate Conception, Dublin 1924
- Mnisi z Trabolganu, Warsaw 1924
- Sprawa Odłożna; Mnisi z Trabolganu: Opowiadnia, Warsaw 1924
- Tristram Lloyd, (1928)
- The Greatest Doctor, Dublin 1930
- Tristram Lloyd, Éditions P. Lethielleux, Paris 1930
- Gleann an Air: Uirsceal ar Shaoghal i nEirinn, Dublin 1931
- Luke Delmege (traduzione spagnola), Castellano, Londres 1932
- How Character is Formed, Dublin 1933
- An Sagart Óg, Dublin 1935
- Tristram Lloyd (traduzione spagnola), Madrid
- Tristram Lloyd, (traduzione italiana), Alba 1942
- Il Mio Nuovo Cappellano, Roma 1954
- Il Trionfo dell'Insuccesso, Francavilla-al-mare 1968
- La Benda della Regina, Milano 1970
- Il Mio Nuovo Cappellano, traduzione di P.Galli, Pia Società San Paolo, 1942.